# Desiree Henry
Desiree Henry (ur. 26 sierpnia 1995 w Londynie) – brytyjska lekkoatletka specjalizująca się w biegach sprinterskich.
W 2011 zdobyła złoty medal mistrzostw świata juniorów młodszych w biegu na 200 metrów. Złota i srebrna medalistka juniorskich mistrzostw Europy z Rieti (2013). W 2014 zdobyła srebro IAAF World Relays oraz zajęła 4. miejsce w biegu na 100 metrów podczas mistrzostw świata juniorów. Złota medalistka mistrzostw Europy w sztafecie 4 × 100 metrów (2014). W 2016 w Rio de Janeiro zdobyła brązowy medal olimpijski w sztafecie 4 × 100 metrów. Półfinalistka w begu na 100 metrów i srebrna medalistka w biegu rozstawnym 4 × 100 metrów podczas mistrzostw świata w Londynie (2017).
Była jednym z siedmiorga brytyjskich młodych sportowców, którzy zapalili znicz olimpijski podczas ceremonii otwarcia igrzysk olimpijskich w Londynie (2012).
Medalistka mistrzostw kraju oraz reprezentantka kraju na drużynowych mistrzostwach Europy.

## Osiągnięcia
| Rok  | Impreza                                 | Miejsce        | Konkurencja        | Pozycja    | Wynik         |
| ---- | --------------------------------------- | -------------- | ------------------ | ---------- | ------------- |
| 2011 | Mistrzostwa świata juniorów młodszych   | Lille          | bieg na 200 m      | 1. miejsce | 23,25         |
| 2012 | Mistrzostwa świata juniorów             | Barcelona      | bieg na 200 m      | 4. miejsce | 23,34         |
| 2012 | Mistrzostwa świata juniorów             | Barcelona      | sztafeta 4 × 100 m | –          | DNF           |
| 2013 | Mistrzostwa Europy juniorów             | Rieti          | bieg na 200 m      | 2. miejsce | 23,56         |
| 2013 | Mistrzostwa Europy juniorów             | Rieti          | sztafeta 4 × 100 m | 1. miejsce | 43,81         |
| 2014 | IAAF World Relays                       | Nassau         | sztafeta 4 × 100 m | 5. miejsce | 42,75         |
| 2014 | IAAF World Relays                       | Nassau         | sztafeta 4 × 100 m | 2. miejsce | 1:29,61       |
| 2014 | Mistrzostwa świata juniorów             | Eugene         | bieg na 100 m      | 4. miejsce | 11,56         |
| 2014 | Mistrzostwa Europy                      | Zurych         | bieg na 100 m      | 7. miejsce | 11,43         |
| 2014 | Mistrzostwa Europy                      | Zurych         | sztafeta 4 × 100 m | 1. miejsce | 42,24         |
| 2015 | Mistrzostwa świata                      | Pekin          | sztafeta 4 × 100 m | 4. miejsce | 42,10         |
| 2016 | Mistrzostwa Europy                      | Amsterdam      | bieg na 100 m      | –          | DNF           |
| 2016 | Igrzyska olimpijskie                    | Rio de Janeiro | bieg na 100 m      | półfinał   | 11,09         |
| 2016 | Igrzyska olimpijskie                    | Rio de Janeiro | sztafeta 4 × 100 m | 3. miejsce | 41,77         |
| 2017 | Superliga drużynowych mistrzostw Europy | Lille          | sztafeta 4 × 100 m | –          | DNF           |
| 2017 | Mistrzostwa świata                      | Londyn         | bieg na 100 m      | półfinał   | 11,24         |
| 2017 | Mistrzostwa świata                      | Londyn         | sztafeta 4 × 100 m | 2. miejsce | 42,12         |
| 2021 | Superliga drużynowych mistrzostw Europy | Chorzów        | sztafeta 4 × 100 m | 1. miejsce | 43,36         |
| 2024 | Mistrzostwa Europy                      | Rzym           | sztafeta 4 × 100 m | 1. miejsce | 41,91         |
| 2024 | Igrzyska olimpijskie                    | Paryż          | sztafeta 4 × 100 m | 2. miejsce | 41,85 (elim.) |
| 2025 | World Athletics Relays                  | Kanton         | sztafeta 4 × 100 m | 1. miejsce | 42,21 (elim.) |
| 2025 | I dywizja drużynowych mistrzostw Europy | Madryt         | sztafeta 4 × 100 m | 8. miejsce | 43,00         |

## Rekordy życiowe
- bieg na 100 metrów – 11,06 (15 kwietnia 2016, Azusa) / 11,04w (26 kwietnia 2014, Clermont)
- bieg na 200 metrów – 22,46 (27 sierpnia 2016, Saint-Denis)
- bieg na 200 metrów (hala) – 23,78 (27 lutego 2011, Birmingham)

25 maja 2014 weszła w skład brytyjskiej sztafety 4 × 200 metrów, która czasem 1:29,61 ustanowiła aktualny rekord kraju w tej konkurencji.
19 sierpnia 2016 weszła w skład brytyjskiej sztafety 4 × 100 metrów, która czasem 41,77 ustanowiła nieaktualny już (od 2021) rekord kraju w tej konkurencji.